# Grevillea beardiana
Grevillea beardiana är en tvåhjärtbladig växtart som beskrevs av Mcgill.. Grevillea beardiana ingår i släktet Grevillea och familjen Proteaceae. Inga underarter finns listade i Catalogue of Life.